# 研究纲领
研究纲领（英語：research programme）是匈牙利科学哲学家拉卡托斯在其著作《科学研究纲领方法论》中提出的科学哲学概念，指具有内在结构的科学理论体系，并以此来说明科学发展的模式。他的这一概念调合了卡尔·波普尔证伪主义提出的规范性模型（normative model）与托马斯·库恩常态科学理论提出的描述性模型（descriptive model）。
拉卡托斯提出的研究纲领是由一个稳定、不容改变的“硬核”（hard core）与一个允许调整以应对批评的“保护带”（protective belt）构成的。拉卡托斯认为，科学发展的模式即是不同科学研究纲领间动态变化的过程。当调整一个研究纲领的保护带已不足以预见新的事实以及解释以往的事实时，这个纲领便由进步的变为退步的，并会被新的进步的研究纲领所取代。而退步的研究纲领也可能在以后卷土重来，重新成为进步的纲领。